# Lexa (The 100)
Lexa é uma personagem fictícia da série de televisão de ficção científica americana pós-apocalíptica The 100, produzida pela The CW. A personagem (interpretada por Alycia Debnam-Carey) não aparece nos livros em que a série é baseada. A comandante dos clãs aliados Grounder, Lexa é provada ser uma grande líder e forte guerreira. Ela considera o amor uma fraqueza, uma visão significativamente impactada pela morte de sua namorada, Costia. Embora ela comece a mostrar sentimentos românticos por Clarke Griffin (líder do Povo do Céu) e leve em conta as opiniões de Clarke, Lexa coloca seu pessoal em primeiro lugar, mesmo à custa de perder a confiança de Clarke. Mas Clarke Griffin perdoa Lexa, entao elas finalmente tem seu romance.
Lexa tem sido bem recebida pelos críticos e fãs, que a consideram uma das personagens mais interessantes e complexas da série. Ela tem sido uma fonte de debate freqüente, particularmente por como ela foi escrita fora da série. Sua relação com Clarke, que foi vista como convincente, impactou significativamente a comunidade LGBT e muitos espectadores a adotaram como uma representação positiva ou tempestuosa de amizade, amor e traição. O relacionamento foi, no entanto, criticado por ser desnecessariamente trágico, levando a um debate nacional sobre o tropo "enterrar seus gays".

## Aparições

### 2ª temporada
Em "Fog of War", dois dias depois de um massacre, a especialista em explosivos e mecânicos Raven Reyes descobre que o Mount Weather bloqueou as comunicações, impedindo-as de procurar outros sobreviventes da Arca (um a estação que possuía descendentes de humanos que sobreviveram ao apocalipse nuclear, 97 anos antes). Os sobreviventes se tornaram conhecidos como Povo do Céu para os Grounders (descendentes de humanos na Terra que sobreviveram ao apocalipse nuclear). Depois que um grupo de sobreviventes encontra a torre de comunicações, eles são forçados a se separar e se abrigar de uma névoa ácida. Clarke, uma adolescente que assumiu um papel de líder em seu acampamento, percebe que não reconhece mais Finn, seu antigo amante. Jaha e Kane, dois ex-líderes da Arca, são informados de que um deles deve matar o outro para ter a chance de falar com o comandante dos Grounders. Kane tenta tirar sua própria vida ao invés de matar Jaha, mas uma testemunha Grounder, Lexa, revela ser a comandante e diz que acredita que seu desejo pela paz é sincero. Ela permite que Jaha escape com uma mensagem para o acampamento: saia dentro de dois dias ou morra. 
Em "Long Into an Abyss", com o prazo iminente dos Grounders, Abby (mãe de Clarke) e Jaha discordam sobre o que os sobreviventes devem fazer; Jaha deseja evacuar para a chamada "Cidade da Luz", enquanto Abby quer ficar para trás para resgatar outros membros. Clarke e dois de seus colegas (Octavia e Bellamy) seguram Lincoln no dropship; ele é um Grounder e foi testado com um soro para se tornar um ceifador (um matador sem mente e zumbi). Quando Lincoln é quase morto por misericórdia, seu coração para e ele é revivido por Clarke, que acredita que os ceifadores de cura dependem de esperar que o soro deixe seus corpos, mesmo que o ceifador possa morrer temporariamente no processo. Com esta informação, Clarke percebe que eles têm algo a oferecer aos Grounders. Quando Abby é bem sucedida na cura de Lincoln, Lexa concede Clarke a trégua, mas diz que ela deve ser autorizada a executar o Finn antes que ele possa começar. Em "Spacewalker", Clarke retorna ao acampamento e diz a eles que os Grounders cessarão seu ataque se receberem Finn, que é o único que massacrou um certo número de pessoas. A tensão entre as pessoas no Acampamento Jaha aumenta à medida que as opiniões se dividem entre dar Finn aos Grounders ou não. No acampamento, Abby e Kane, tendo retornado, pensam que podem negociar com os Grounders, oferecendo-se para colocar Finn em julgamento, mas tais planos são desperdiçados quando Finn se entrega aos Grounders. No final, Clarke vai se encontrar com Lexa em um último esforço para salvar Finn do processo de execução brutal que Lincoln explicou. Quando Lexa se recusa a clemência, Clarke pergunta se ela pode dizer adeus a Finn. Ela se aproxima, o beija e diz a ele que o ama enquanto o esfaqueia no coração, matando-o rapidamente. 
Em "Remember Me", Clarke e um grupo da Arca partiu para um campo Grounder (Tondc) para concluir seu acordo para uma trégua. No caminho, Clarke é assombrado por visões de Finn. Bellamy tenta convencer Clarke a deixá-lo ir ao Mount Weather como um homem interno; Clarke diz que não pode perdê-lo também. Quando chegam à aldeia, Clarke queima o cadáver de Finn, juntamente com os cadáveres que ele matou, em um funeral tradicional de Grounder. Enquanto luta, Lexa diz a Clarke sobre Costia, sua antiga namorada que foi torturada e morta pelo inimigo de Lexa, que acreditava que ela conhecia os segredos de Lexa. Ela diz a Clarke que o amor é fraqueza. Em um jantar, Kane presenteia Lexa com uma garrafa de bebida. Quando Gustus, sua mão direita, testa para ela, ele parece estar envenenado, levando Lexa a acreditar que foi uma tentativa de assassinato pelo Povo do Céu. Clarke imediatamente pensa que foi Raven, já que ela era a ex-namorada de Finn e o amava. Clarke confronta-a; Raven espeta Clarke por acusá-la de fazer isso. Lexa quase mata Raven, mas Clarke descobre que a garrafa não foi envenenada, e prova que era a taça para Lexa, bebendo da própria garrafa. Bellamy então acusa Gustus, dizendo que era uma das pessoas de Lexa. Gustus confessa e Lexa o mata. Quando Lincoln confronta Bellamy sobre como ele sabia que era Gustus, ele diz que Gustus faria qualquer coisa para proteger Lexa. Clarke decide que ela vê o ponto de Lexa sobre como o amor é uma fraqueza e diz a Bellamy que ele estava certo e deveria ir ao Mount Weather. 
Em "Survival of the Fittest", Clarke e Lexa encontram um gigantesco gorila mutante depois que um dos membros do conselho leva Clarke para a floresta com a intenção de matá-la. Eles escapam, mas ficam temporariamente presos em sua gaiola. Lexa está ferida, mas isso não a impede de dar alguns conselhos sobre liderança para Clarke. Clarke descobre uma maneira de escapar, e também tem uma ideia sobre libertar os Grounders dentro do Mount Weather para ajudar a combater os Homens da Montanha. Em "Rubicon," os experimentos de medula óssea no Mount Weather estão comprovados para funcionar; as pessoas em Mount Weather, que tinham sido prisioneiras do local devido a sua anatomia serem incompatíveis com a radiação da Terra, agora podem vagar pela terra; Cage, filho do líder do Mount Weather, Wallace, planeja destruir qualquer chance de paz entre os Grounders e o povo de Mount Weather, lançando um míssil. Clarke corre para a aldeia onde ela explica o perigo para Lexa. Lexa aponta para Clarke que, se avisarem alguém e pararem a reunião, os Homens da Montanha perceberão que têm um espião dentro da montanha e que Bellamy será comprometida antes de completar sua missão. Clarke está relutante em deixar tantos outros para morrer, mas concorda que Lexa está certa e as duas escapam secretamente. Quando saem, Clarke vê a mãe chegando na aldeia e volta para tentar resgatar Abby quando o míssil atinge a aldeia. 
Em "Ressurection", Clarke e Abby sobrevivem ao ataque com mísseis em Tondc, mas Abby fica horrorizada ao perceber que Clarke sabia que isso estava por vir e não fez nada para salvar o resto das pessoas na aldeia. Ela volta para ajudar os sobreviventes, enquanto Lexa e Clarke partem para encontrar e matar o observador que fez a greve. Clarke encontra e mata o observador com a ajuda de Lincoln, e percebe que a falta de um traje de proteção significa que os Homens da Montanha começaram a colher seus amigos. Dentro do Mount Weather, Jasper (um amigo de Clarke) e os outros lutam e encontram refúgio com aqueles em Mount Weather que não concordam com Wallace ou Cage. 
Em "Bodyguard of Lies", Clarke e Lexa refazem o plano de ataque, e Lexa diz a Clarke que ela (Clarke) nasceu para ser uma líder. Octavia descobre que Clarke e Lexa sabiam sobre o míssil, e Lexa decide que ela precisa ser morta para proteger esse segredo. Clarke para a tentativa de assassinato. Ela confronta Lexa sobre seu plano e sua fachada de falta de coração, e Lexa revela que ela tem sentimentos por Clarke. Enquanto esperam a névoa mortal, Lexa informa a Clarke que ela confia nela e não vai mais tentar machucar Octavia. Ela observa que os caminhos da Grounder estão focados apenas na sobrevivência. Clarke sugere que talvez a vida devesse ser mais do que apenas sobreviver, e Lexa a pega desprevenida com um beijo. Clarke retorna o beijo antes de dizer a Lexa que ainda não está pronta para estar com alguém. Eles são alertados para o sinal de Raven de que o nevoeiro está desativado. O exército combinado de grounder/povo do céu marcha em guerra com Clarke e Lexa. Os Homens da Montanha se preparam para instalar a névoa ácida, mas Bellamy consegue escapar de uma equipe de segurança e destruir o sistema em uma explosão na hora certa. 
Em "Blood Must Have Blood, Part One", Bellamy libera os Grounders dentro do Mount Weather, como o plano de Clarke é atacar por dentro. Quando os geradores são retirados, soldados do Mount Weather abrem fogo contra o exército na frente de suas portas, mas eles ainda conseguem destruir a fechadura no último segundo. Quando eles abrem a porta, Lexa manda seu povo recuar por causa de um acordo que ela acabou de fazer com os Homens da Montanha. Quando os Grounders recuam, quase todos os Povo do Céu aceitam a derrota e logo se retiram, deixando para trás apenas uma Clarke traída na porta da frente e Octavia nos túneis. 

### 3ª temporada
Em "Wanheda: Part Two", os atacantes em um jipe acabam sendo os Povo do Céu que desembarcaram separadamente. Seus números diminuíram para 63 devido ao conflito com a comunidade chamada Nação do Gelo e eles aceitam a oferta de Kane para ir a Arkadia, onde vivem os outros povos do céu. Parte do grupo continua a procurar por Clarke, que está foragida há três meses por ser uma lenda e um alvo subsequente por causa de sua derrota dos Homens da Montanha após a traição de Lexa. Isso lhe valeu o apelido de "Wanheda" (comandante da morte). Indra, um dos melhores e mais confiáveis guerreiros de Lexa, avisa Lexa que a Nação do Gelo está marchando sobre ela; Indra está lá quando o caçador de recompensas Roan (o príncipe banido da Nação do Gelo) traz Clarke para Lexa, que tentou capturar Clarke antes dos membros da Nação do Gelo. Ainda irritada com Lexa por sua traição, Clarke é arrastada e grita enquanto promete vingar-se de Lexa. 
Em "Ye Who Enter Here", Clarke luta para se vingar e perdoar Lexa. Lexa diz a Clarke que ela pretende iniciar o Povo do Céu em sua coalizão como o décimo terceiro clã. Clarke acredita que Lexa só quer isso porque sua derrota dos Homens da Montanha fez Lexa parecer fraca. Lexa foca em sparring com Aden, um Natblida que ela tem treinado para o papel de Comandante. Natblidas são Grounders com sangue negro; eles são os únicos Grounders que podem se tornar comandantes. Como Titus (braço direito de Lexa e ex-mentor) quer que Lexa mate Clarke porque ele sente que Clarke enfraqueceu sua reputação, Roan sugere que Clarke mate Lexa. No final, Clarke não pode fazer isso e Lexa pede desculpas por sua traição. Emerson, o último sobrevivente do Mount Weather, revela-se vivo. 
Em "Watch the Thrones", em uma luta até a morte pelo direito ao trono, a Rainha Nia escolhe seu filho Roan para lutar contra Lexa. Lexa derruba Roan, mas mata Nia ao invés dele, e pronuncia Roan, o rei da Nação do Gelo. Ela e Clarke mais tarde se ligam como Clarke tende a suas feridas. 

Em "Bitter Harvest", Lexa se preocupa que, ao tentar fazer a paz em vez de se engajar na guerra, está traindo os comandantes que vieram antes dela. Clarke garante a ela que seu legado será a paz. Roan tem Emerson, o último homem da montanha, entregue a Clarke; ela deve decidir seu destino. Ela finalmente decide deixar Lexa bani-lo. 
Em "Thirteen", os Grounders comemoram seu Dia da Ascensão, um dia sagrado para Grounders. Octavia e um homem chamado Semet caminham reivindicando que o povo do céu destruiu sua aldeia. Discutindo a situação, Titus quer que Lexa destrua o décimo terceiro clã, enquanto Clarke acha que eles só precisam de tempo para derrubar Pike por dentro. Falando a todos, Lexa ordena que os exércitos não ataquem, mas em vez disso, fazem um perímetro ao redor de Arkadia e dizem que qualquer Pessoa da Sky que tenha passado pelo tampão de cinco milhas será morto. Semet está com raiva disso e tenta matar Lexa, mas é detido por Titus, que o mata. Mais tarde, Titus é contra Clarke ficar, acreditando que ela ainda põe em perigo a vida de Lexa. Ele avisa Lexa que, assim como Costia, ela pode não ser capaz de separar os sentimentos do dever. Lexa está enfurecida com isso, lembrando-o de que, por deixar a Nação do Gelo em sua coalizão, mesmo depois de cortarem a cabeça de Costia e enviá-la para a cama, ela é mais do que capaz de separar os sentimentos do dever. Mais tarde, Clarke entra no quarto de Lexa e percebe que ela está se despedindo. Clarke diz que a razão pela qual ela está voltando é porque o pessoal do céu é o seu povo. Lexa diz que essa devoção é o que faz de Clarke a pessoa que ela é. Clarke sugere que talvez algum dia eles não devam nada mais ao seu povo, e Lexa responde com "Que nos encontremos de novo". Clarke a beija e elas fazem sexo. Depois, Clarke admira as tatuagens de Lexa, apontando que há apenas sete círculos nas costas, apesar de haver nove participantes. Lexa diz a ela que ela pegou a uma nas costas em seu Dia da Ascensão, e pede para falar sobre outra coisa. Clarke concorda e elas se tornam íntimos novamente. 
É mais tarde, quando Lexa está correndo para o quarto de Clarke, que Lexa é acidentalmente baleada por Titus, que pretendia matar Clarke. Clarke pega Lexa quando ela cai e eles a levam para a cama. Lexa percebe que ela vai morrer e diz a Clarke para não ter medo. Ela diz a Titus para nunca prejudicar Clarke novamente, e ele jura que não. Ela diz a ele para servir o próximo comandante enquanto ele a servia. Clarke continua tentando salvar Lexa, mas ela diz a Clarke que seu espírito encontrará um novo comandante. Ela diz que sua luta acabou e que Clarke estava certa que a vida deveria ser mais do que apenas sobreviver. Clarke recita a Bênção do Viajante, uma oração de Arkadian. Quando Lexa morre, Clarke a beija uma última vez. Titus extrai uma tecnologia do pescoço de Lexa, onde está a sua tatuagem. A tecnologia é chamada de "a chama" e é revelado que é o espírito de Lexa. Ela foi aumentada para carregar uma IA (a chama). A chama é como cada novo comandante é escolhido, com cada novo comandante se tornando parte da chama. É compatível apenas com Natblidas. Aden é destinado a suceder Lexa, mas, em "Stealing Fire", ele é assassinado por Ontari, uma natblida desonesta que procura o trono por si mesma. 
Em "Perverse Instantiation — Part Two", Clarke está em uma missão para impedir uma IA holográfica chamada ALIE de dominar o mundo. ALIE é a responsável pelo lançamento de um ataque nuclear na Terra, porque ela acreditava que era necessário para salvar a humanidade da extinção. Isto está em contraste com o que sua criadora, Becca, queria. Com a ajuda de Jaha, ALIE foi bem sucedida em fazer com que muitos dos Sky People engolissem um chip que tira a dor (emocional ou física) e simula uma utopia chamada "Cidade da Luz". Nesta cidade, aqueles que morreram continuam vivos. A ALIE usa este chip para atrair e controlar pessoas. Clarke tentou pegar Luna, uma Natblida perdida e herdeira legítima do trono do Comandante (como indicado pelas tatuagens nas costas de Lexa), para aceitar a chama, mas ela recusou. Clarke é implantado com a chama com a ajuda de uma transfusão de sangue através de Ontari com morte cerebral, cujo sangue é compatível com a chama. Clarke pega um dos chips de ALIE e entra na Cidade da Luz para parar ALIE de dentro. Ela é protegida pelo espírito de Lexa e ajudada pelo ataque de Raven contra os lacaios de ALIE, levando-a a um quarto parecido com a estação espacial Polaris, onde o espírito de Becca mostra a ela o interruptor de matar para destruir ALIE. Antes de Lexa se sacrificar para conseguir proteger Clarke, Clarke diz a ela que ela a ama. Lexa diz que o espírito dela sempre estará com Clarke. 

## Desenvolvimento

### Fundição e criação
O criador do programa, Jason Rothenberg, disse que ele e outros envolvidos com a série estavam cientes de Debnam-Carey ao escalar Clarke em 2014; Embora a chance de ela retratar Clarke nunca se materializou, seu nome foi criado enquanto lançava Lexa. Ele chamou o elenco de um "no-brainer"; ela não fez o teste para o papel, mas sim o ofereceu. Na época, Debnam-Carey também estava sendo considerada para o papel de Alicia Clark em Fear the Walking Dead. "Isso é sempre uma preocupação quando você tem um ator em seu show que está estourando - que alguém vai agarrá-lo e torná-lo regular se você não o fizer. Foi o que aconteceu nesse caso", afirmou Rothenberg, que considerou o desempenho de Debnam-Carey em The 100 incrível. Ele acrescentou: "Você sabe que não podemos competir em algum nível com o cache de uma franquia como essa, com os números". Debnam-Carey foi autorizada a continuar o trabalho em ambos os shows. Rothenberg disse que teria feito o mesmo se fosse o contrário, com criadores pedindo emprestado um de seus atores, e ele teria feito o melhor para que a situação funcionasse.
Da dramática mudança de um show para o outro, Debnam-Carey declarou: "Foi super estranho, foi como 'eu não tenho mais poder! Nenhuma arma, nenhum poder! Mas talvez, eventualmente, Alicya possa ter seu próprio tipo de poder". Lexa, com "um visual tão icônico e um guarda-roupa distinto", era um papel estranho para Debnam-Carey. Ela afirmou: "Eu assinei para este papel em um momento na minha vida pessoal e profissional, quando houve um período de calmaria. Eu estava tipo 'não sei o que estou fazendo!' Foi um daqueles momentos de freak-out ator". Ela disse que quando a chance de retratar Lexa se apresentou, ela estava animada por causa da qualidade do show e de seus atores, e porque o personagem permitia uma dinâmica multifacetada; Isso resultou em Lexa sendo o personagem que ela favoreceu retratando até agora. "Felizmente, o criador do programa, Jason Rothenberg, a equipe criativa, os escritores, o cabelo e a maquiagem são muito colaborativos", disse Debnam-Carey. "Eles estão realmente dispostos a criar algo. E isso é o que é tão incrível sobre este show. Nunca começou com expectativa, então fomos capazes de abraçá-lo e realmente torná-lo nosso, e isso tem sido maravilhoso. " 

### Relacionamento com Clarke
O relacionamento de Lexa com Clarke é apresentado como intenso, complexo e a única coisa que consegue amenizar a visão de vida de Lexa. Debnam-Carey disse que a progressão de personagens de aliados para se tornar românticos "decorre de uma conexão que ambos compartilham — que é experiências semelhantes e posições semelhantes", pois são "ambos muito jovens líderes com grande autoridade, muita responsabilidade". Elas têm que liderar uma enorme quantidade de pessoas. Elas têm muitas expectativas sobre elas." Ela disse que as súbitas responsabilidades que elas enfrentaram, a necessidade de tomar as decisões corretas e o fato de que ambos sofreram os amantes do passado ajudaram a conectá-los ainda mais, e é uma conexão que eles não têm com os outros. Rothenberg declarou originalmente que, embora ele não fosse tão longe ao dizer que foi amor à primeira vista por Lexa, "definitivamente foi um momento de raio para ela quando ela viu Clarke pela primeira vez." Ele disse que a atração de Clarke por Lexa "se desenvolveu um pouco mais devagar, mas no final [...] eles ficaram muito intrigados com a possibilidade de um relacionamento romântico". Mais tarde, ele disse que "Lexa estava definitivamente apaixonada - como amor à primeira vista, provavelmente", mas sustentou que levou mais tempo para Clarke desenvolver sentimentos românticos por Lexa.